# Латерина
Латерина (італ. Laterina) — муніципалітет в Італії, у регіоні Тоскана,  провінція Ареццо.
Латерина розташована на відстані близько 190 км на північ від Рима, 50 км на південний схід від Флоренції, 13 км на захід від Ареццо.
Населення — 3544 особи (2014).
Щорічний фестиваль відбувається 13 серпня. Покровитель — Sant'Ippolito.

## Демографія
Населення за роками:

Станом на 31 грудня 2014 року в муніципалітеті офіційно проживали 333 іноземці з 25 країн, серед них 129 громадян країн Євросоюзу та 1 громадянин України.

## Сусідні муніципалітети
- Ареццо
- Кастільйон-Фібоккі
- Чивітелла-ін-Валь-ді-К'яна
- Перджине-Вальдарно
- Террануова-Браччоліні